# Лари Еванс
Лари Мелвин Еванс (на английски: Larry Melvyn Evans) е американски шахматист и журналист. Той е победител или съпобедител в американското първенство по шахмат пет пъти и в откритото първенство на САЩ четири пъти.

## Шахматна кариера
Еванс е роден в Манхатън на 22 март 1932 г. На 14 години поделя 4-5 място в първенството на шахматен клуб „Маршал“. На следващата година печели първенството безапелационно, ставайки най-младия шампион в турнира до това време. Той също завършва наравно с втория в американското юношеско първенство, което води до статия в септемврийското издание от 1947 г. на „Chess Review“ (буквално преведено: „Шахматно ревю“). На 16 години участва на първото си американско първенство, поделяйки осмата позиция. През 1949 г. Еванс завършва заедно с Артур Бизгуйер на американското юношеско първенство. На осемнайдесетгодишна възраст спечелва първенството на щата Ню Йорк, както и златен медал от шахматната олимпиада в Дубровник през 1950 г. По-късно рекордът му от 90% успеваемост (осем победи и две ремита) на шеста дъска, завършва наровно с този на Рабар от Югославия за най-добър резултат от цялата олимпиада. През 1951 г. спечелва първото си американско първенство, пред Самуел Решевски, който заема 3-4 м. на световното първенство през 1948 г. Еванс печели втория си шампионат на следващата година, след като печели мача за титлата срещу Херман Щайнер. Той спечелва националното първенство още три пъти - през 1961-62, 1967-68 и 1980 г., последният заедно с Уолтър Браун и Лари Кристиянсен.
Международната федерация по шахмат награждава Еванс със званията международен майстор през 1952 г. и международен гросмайстор през 1957 г. През 1956 г. държавният департамен на САЩ го назначава за „шахматен посланик“.
Еванс се представя добре на много американски турнири по време на 1960-те и 1970-те, но неговите пътувания зад граница до международни турнири са рядкост и по-малко успешни. Той печели американското открито първенство през 1951, 1952, 1954 (в класирането поделя първата позиция с Артуро Помар, но печели еднолично титлата след тайбрек) и заедно с Уолтър Браун през 1971 г. Той също печели първия международен турнир Лон Пайн през 1971 г. Представя САЩ на осем олимпиади в период от двайдесет и шест години, спечелвайки златен (1950), сребърен (1958) и бронзов (1976) индивидуален медал, както и отборно злато (1976) и сребро (1966).
Неговите най-добри резултати на чуждестранна земя включват 2 победи на Откритото първенство на Канада – в Монреал (1956) и Кингстън (1966). През 1975 г. поделя 1-2 м. на международния турнир „Portimao“ в Португалия. и 2-3 м. със световния шампион Тигран Петросян, зад Ян Хайн Донър във Венеция (1967). Единственото му участие за световната титла по шахмат приключва с разочароващото 14-о място (10 т. от 23 партии) на междузоналния турнир в Амстердам през 1964 г.
Той никога повече не влиза в кръга за светновната титла, но съсредоточава силите си в подпомагането на сънародника си Боби Фишер за спечелването на световната титла. Той е секундант на Фишер в турнира на кандидатите водещ до световното първенство през 1972 г. срещу Борис Спаски, въпреки че Еванс не заема тази длъжност на самия мач за титлата, поради разногласие с Фишер.